# Emblemaria caldwelli
Emblemaria caldwelli is een straalvinnige vissensoort uit de familie van snoekslijmvissen (Chaenopsidae). De wetenschappelijke naam van de soort is voor het eerst geldig gepubliceerd in 1970 door Stephens.